# ゴトランド級潜水艦
| ゴトランド級潜水艦            | ゴトランド級潜水艦                             | ゴトランド級潜水艦                           |
| ----------------------------- | ---------------------------------------------- | -------------------------------------------- |
| ドックで就役を待つHMS Gotland |                                                |                                              |
| 艦級概観                      |                                                |                                              |
| 艦種                          | 潜水艦                                         | 潜水艦                                       |
| 就役期間                      | 1996年 - 現在                                  | 1996年 - 現在                                |
| 前級                          | ヴェステルイェトランド級 (A-17型)              | ヴェステルイェトランド級 (A-17型)            |
| 次級                          | (A-26型)                                       | (A-26型)                                     |
| 性能諸元                      |                                                |                                              |
| 排水量                        | 水上：1,384トン                                | 水上：1,384トン                              |
| 排水量                        | 水中：1,494トン                                |                                              |
| 全長                          | 60.60 m                                        | 60.60 m                                      |
| 全幅                          | 6.06 m                                         | 6.06 m                                       |
| 吃水                          | 5.60 m                                         | 5.60 m                                       |
| 機関                          | ディーゼル・スターリング・エレクトリック方式   | ディーゼル・スターリング・エレクトリック方式 |
| 機関                          | ヘーデモラV12A/15-Ubディーゼル機関 (1,300 bhp) | 2基                                          |
| 機関                          | ジューモン・シュナイダー社製発電機 (760 kW)    | 2基                                          |
| 機関                          | V4-275R Mk.2スターリング発電機 (75 kW)         | 2基                                          |
| 機関                          | 推進電動機 (1,800 shp)                         | 1基                                          |
| 機関                          | 7翅式スクリュープロペラ                        | 1軸                                          |
| 速力                          | 水中：20ノット                                 | 水中：20ノット                               |
| 速力                          | 水上：10ノット                                 |                                              |
| 潜航深度                      | 通常：200 m                                    | 通常：200 m                                  |
| 乗員                          | 23名                                           | 23名                                         |
| 兵装                          | 533mm魚雷発射管 (Tp.613/62魚雷×計12発)         | 4門                                          |
| 兵装                          | 400mm魚雷発射管 (Tp.42/43/45魚雷×計4発)        | 2門                                          |
| C4I                           | サーブ9SCS Mk.3                                | サーブ9SCS Mk.3                              |
| レーダ                        | テルマ社製 対水上捜索用                        | 1基                                          |
| ソナー                        | CSU 90-2 統合式                                | CSU 90-2 統合式                              |

ゴトランド級潜水艦（スウェーデン語: Gotlandsklass ubåt）は、スウェーデン海軍が運用する通常動力型潜水艦の艦級。

## 来歴
発注は1990年3月28日に行われたが、実際に予算に盛り込まれたのは1992年度であった。当初は通常のディーゼル・エレクトリック艦として発注されたが、1991年9月5日にスターリングエンジンによる非大気依存推進（AIP）システム搭載のための設計変更が決定された。スウェーデンのコックムス社では1960年代からスターリングAIPシステムの研究に着手しており、1983年からは実艦搭載を目指したプロトタイプ試験を開始、1988年には前量産型のMk.1モデルをA-14型潜水艦のネームシップに搭載しての洋上試験に入っていた。本級へのスターリングAIPシステムの搭載はこの試験の成果を踏まえたものであり、これによって排水量にして200トン、全長にして7.5メートルの大型化につながった。
ネームシップの建造は1992年11月27日より開始され、1996年9月2日に海軍に引き渡された。当初は5隻の建造が計画されていたが、後半2隻の建造は実現しなかった。

## 設計・装備
設計は、基本的には、ヴェステルイェトランド級（A-17型）をもとにスターリングAIPシステムの搭載や電子装備の更新などに対応して改設計したものとなっている。本級で搭載されるスターリングAIPシステムはV4-275R Mk.2（出力75キロワット）と称されており、上記の「ネッケン」での洋上試験で搭載されたMk.1の発展型である。タンクに貯蔵した液体酸素とケロシン燃料による燃焼反応で熱（約800度）を生じて、これを熱交換器でヘリウムガスに伝えることによる膨張と、海水冷却による圧縮を繰り返すことでピストンの上下動を生じさせるものである。本級では24トンの液体酸素が搭載されており、最大で3週間、速力5ノットで14日間の潜航が可能とされている。搭載数は2基だが、さらに2基を追加する余地が確保されている。スターリングAIPシステムは非常に静粛性に優れており、また船体にはゴム製の水中吸音材も装備されている。なお「ハッランド」では、より暖かい地方での活動に対応するために空調設備が強化されている。
潜水艦情報処理装置としてはSESUB-940Aを備える。メーカーであるサーブ社では9SCS Mk.3と称されており、その名の通り、水上艦用の9LV Mk.3を元に開発されたものである。テルマ Tp.IID多機能コンソール3基が配されており、272個の目標を管理し、うち95個を同時に追尾できる。また1998年以降のアップデートにより、新型のTp.62魚雷の運用能力を獲得したが、これは、魚雷のソナーで捉えた目標情報を母艦の潜水艦情報処理装置に転送する機能を備えていた。ソナーとしては、ドイツのSTNアトラス社製のCSU 90-2が搭載された。これは同社のCSU 83を元に側面アレイ・ソナーを統合したもので、艦首のPRS 3-15円筒アレイと魚雷警報装置、艦体装備のFAS 3-1側面アレイから構成されている。

## 配備
| 艦名                     | 起工            | 進水           | 竣工           | 就役       | 就役先         | 現状   |
| ------------------------ | --------------- | -------------- | -------------- | ---------- | -------------- | ------ |
| ゴトランド HMS Gotland   | 1992年 11月27日 | 1995年 2月2日  | 1996年 9月2日  | 1999年 9月 | 第1潜水 小艦隊 | 運用中 |
| ウップランド HMS Uppland | 1994年 7月      | 1996年 9月27日 | 1997年 10月1日 | 1999年 9月 | 第1潜水 小艦隊 | 運用中 |
| ハッランド HMS Halland   | 1992年 1月14日  | 1996年 2月9日  | 1997年 5月1日  | 1999年 9月 | 第1潜水 小艦隊 | 運用中 |

### アメリカ海軍へ貸与
2004年、ゴトランドは対潜戦の研究のために当初1年間の予定でアメリカ海軍へ貸与された。この時の報告がある。
2006年、貸与は12ヶ月延長された。
2005年の演習でゴトランドは空母ロナルド・レーガンと共に複数の写真に収まっている。アメリカ海軍はこの演習で通常動力潜水艦に対する作戦法を経験した。
2007年7月、ゴトランドはサンディエゴからスウェーデンへ回航して返却された。

### 近代化改修
2019年には、本級の近代化改修が始まった。改修では、セイルから後方の船殻を2m延長して機関をMk.2からMk.3に換装し、潜望鏡や通信システムを交換、コングスベルグSA9510SソナーやエクセリスES-3701電子線装置を新たに搭載し、居住性の向上やサイバーセキュリティ対策を実施する。これらの改修で約50のシステムが改良され、20が新規かつ計画中のA26型潜水艦との共通設備である。1・2番艦の改修は2015年6月にSAAB社に発注され、1番艦ゴトランドは2020年に、2番艦ウップランドは12月16日に海軍に引き渡された。3番艦ハッランドの改修は2022年3月に発注され、2025年2月13日に復帰した。